# Walter Ewig
Walter Ewig (* 19. Dezember 1897 in Dröschede, jetzt Stadt Iserlohn; † 1. August 1984 in Iserlohn) war Heimatforscher für den Bereich der früheren Stadt Letmathe und Fachmann für Volks- und Sagenkunde für den früheren Kreis Iserlohn. Ferner war er stellvertretender Kreisbeauftragter für Naturschutz und Landschaftspflege.

## Leben

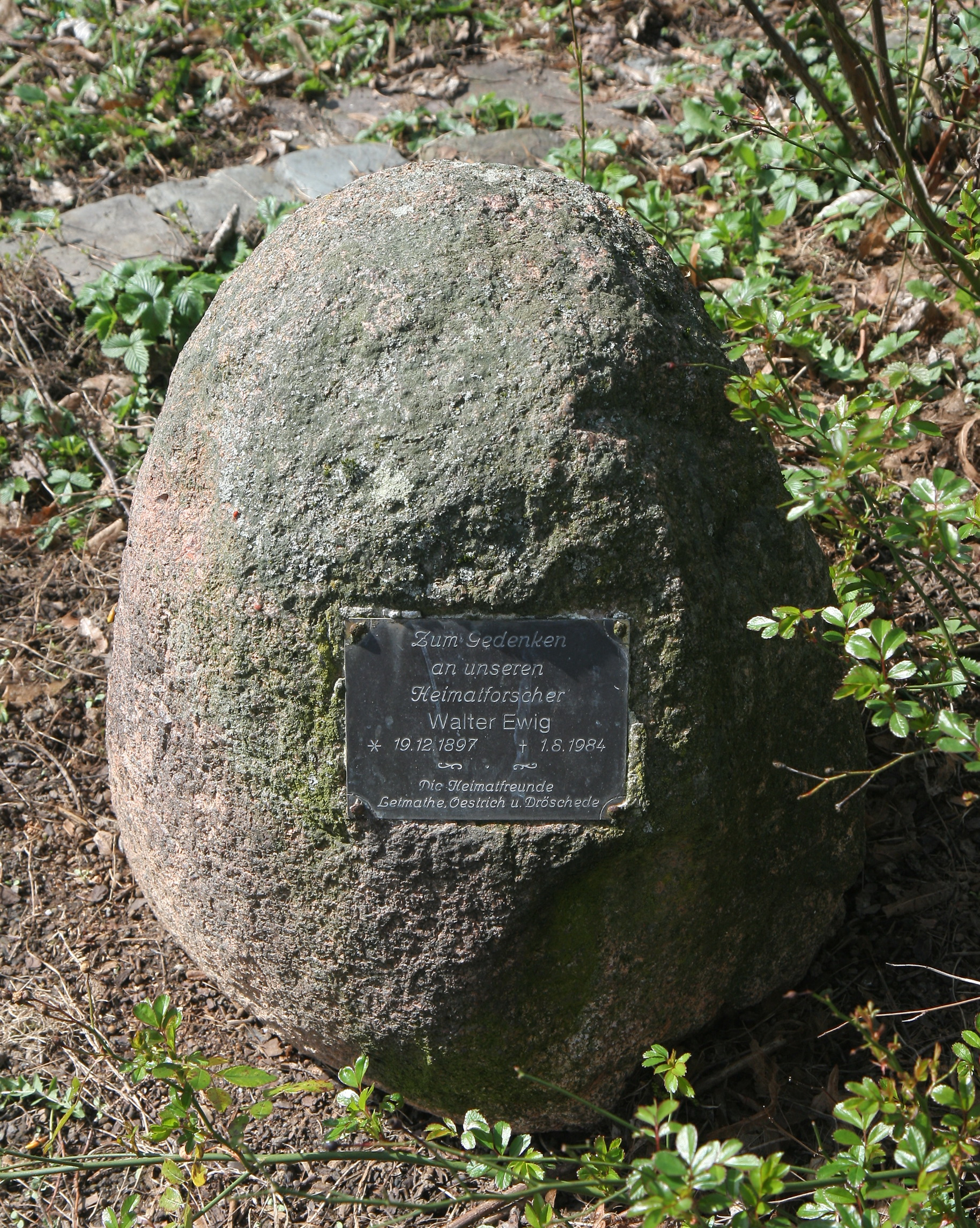
Gedenkstein in Dröschede

Der Sohn eines Dröscheder Lehrers besuchte die Mittelschule Letmathe. Er schloss eine Ausbildung zum Verwaltungsbeamten ab und war von 1914 bis 1960 im Verwaltungsdienst beschäftigt. Zuletzt war er als Schulamtsleiter und Standesbeamter tätig. Danach versorgte er bis 1974 als Stadtarchivar Akten aus sieben Jahrhunderten.
Walter Ewig war 1922 Mitbegründer des Vereins für Orts- und Heimatgeschichte in Oestrich und des Kreisheimatbundes Iserlohn. 1972 war er an der Gründung des Heimatvereins Dröschede beteiligt.
Ewig war Ehrenmitglied des Heimatbundes Märkischer Kreis und Träger des Ehrenringes der Stadt Iserlohn. Der Walter-Ewig-Weg in seinem Geburtsort ist nach ihm benannt.

## Schriften
- Der Königsweg, die Schicksalsstraße unserer Heimat. Iserlohn: Wichelhoven 1951. 70 Seiten.
- Zwischen Lenne und Hönne. Volksbräuche und Überlieferungen aus dem Kreise Iserlohn. Letmathe: Heimatverlag Schaefers 1956. 174 Seiten.
- In der Spinnstube. Heimatbilder aus dem märkischen Sauerland. Letmathe: Heimatverlag Schaefers 1957. 101 Seiten.
- Letmathe. Eine aufstrebende westfälische Stadt. Letmathe: Heimatverlag Schaefers 1961; 2. Aufl. 1972.
- An der Rausche. Sauerländische Dorfgeschichten. Letmathe: Heimatverlag Schaefers 1963. 120 Seiten.
- Altes und neues Volksbrauchtum im Kreise Iserlohn. Letmathe: Heimatverlag Schaefers 1970. 66 Seiten.
- Droeschede, die Geschichte eines Dorfes. Heimatbuch. Letmathe: Heimatverlag Schaefers 1971. 338 Seiten.
- Die Geschichte der evangelischen Kirchengemeinde Oestrich. Hagen-Hohenlimburg: Dorau 1978. 101 Seiten.
- Der Hermannsbauer. Historischer Roman. Herausgegeben vom Heimatverein Letmathe. Iserlohn: Schaefers 1984
- Der letzte Hermannsbauer. Roman aus der alten Grafschaft Limburg. Altena: Heimatbund Märkischer Kreis 1997.